# 科尔马道明会教堂
科尔马道明会教堂（法语：Église des Dominicains de Colmar；德语：Dominikanerkirche Colmar）是法国阿尔萨斯科尔马市的第二大教堂，仅次于圣玛尔定堂。它是原道明会修道院的教堂，这里有马丁·施恩告尔（Martin Schongauer ）的名画《玫瑰园的圣母》（Madonna im Rosenhag） ，是德国绘画无可争议的主要作品，还拥有其他宝贵的艺术珍品。
1726 年的宏伟管风琴，由安德烈斯·西尔伯曼（Andreas Silbermann）提供，现在在 下莫什维尔（Niedermorschwihr）堂区教堂。